# Philipp Grotjohann

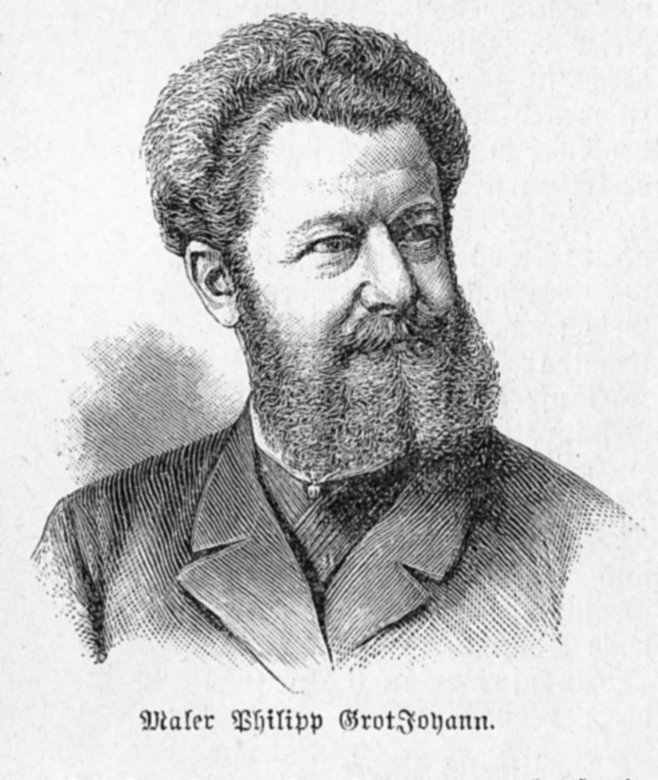
Philip GrotJohann

Johann Philipp Grotjohann, auch Philipp Grot-Johann oder Philipp GrotJohann  (* 27. Juni 1841 in Stettin; † 26. Oktober 1892 in Düsseldorf), war ein deutscher Zeichner und Illustrator.

## Leben
Grotjohann lernte Schlosser und arbeitete als Geselle in der Fabrik Vulkan in Stettin. 1861 nahm er ein Studium am Polytechnikum Hannover auf. Dort näherte er sich der Kunst und ging durch Vermittlung von Peter von Cornelius an die Kunstakademie Düsseldorf, wo er von 1862 bis 1867 studierte. Dort waren Andreas und Karl Müller, Heinrich Mücke, Josef Kohlschein, Ludwig Heitland und Julius Roeting seine Lehrer.
Außer einem kurzen Aufenthalt in Antwerpen verbrachte Grotjohann die nächsten Jahre in Düsseldorf. Nach Karl Ferdinand Sohns Tod (1867) wählte er Carl Johann Lasch zu seinem Lehrer. Das Illustrieren, das er schon früher angefangen hatte, setzte er hier fort und stattete Schiller, Goethe, Lessing und andere Dichter für die Klassikerausgabe der Grote’schen Verlagsbuchhandlung in Berlin mit vielen Bildern aus.
Gemeinsam mit Robert Leinweber wurde Grotjohann besonders durch Illustrationen zu Grimms Märchen bekannt.
Er beteiligte sich ferner an der Illustration der Ausgaben von Goethe, Schiller und Lessing der Grote’schen Buchhandlung Berlin. Mit Edmund Kanoldt schuf er Illustrationen für die erste bebilderte Ausgabe von Eichendorffs Aus dem Leben eines Taugenichts.
Auch Entwürfe für kunstgewerbliche Arbeiten hat er angefertigt, außerdem dekorative Wandmalereien in Düsseldorf, Bochum und in anderen Orten, die aber weniger bekannt geworden sind. Philipp Grotjohann gehörte dem Künstlerverein Malkasten an, engagierte sich dort besonders bei der Vorbereitung und Durchführung des Kaiserfests (1877), war Vorstandsmitglied im Central-Gewerbe-Verein für Rheinland, Westfalen und benachbarte Bezirke und stand in Korrespondenz mit Georg Ebers, dem Bruckmann Verlag, der Illustrirten Zeitung, Johann Jacob Weber, August Becker und anderen.

## Hauptwerke

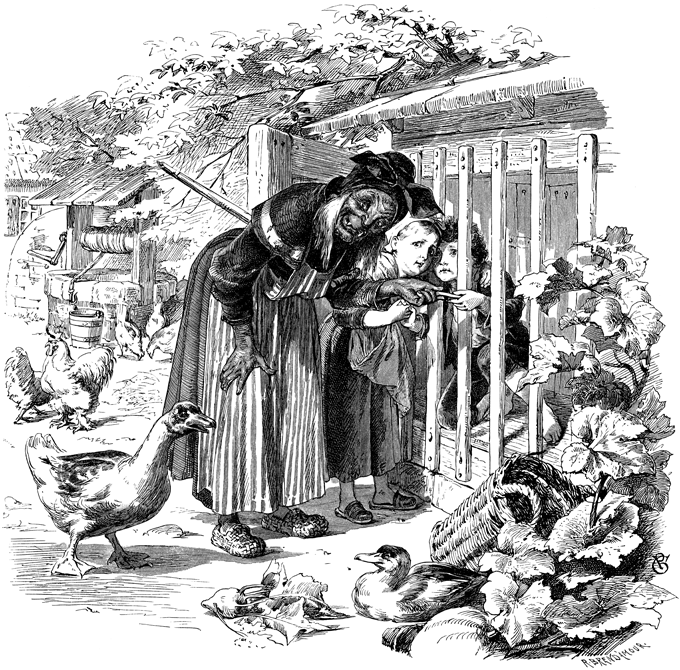
Illustration zu Hänsel und Gretel

- Illustrirtes Deutsches Märchen-Buch. Eine Sammlung der schönsten deutschen Märchen nach Bechstein, Gebrüder Grimm, Musäus. Mit Illustrationen von P. Grotjohann. 5. Auflage. Düsseldorf 1871
- Wilhelm Hauff Werke. Hrsg. von Adolf Stern. Illustrirte Ausgabe. 4 Bde. Berlin, Grote’sche Verlagsbuchhandlung, Berlin 1878. Mit Portr. u. zahlr. Illustr. im Text u. auf Taf. von Phillip Grotjohan.
- Schillers Werke. Neue illustrierte Ausgabe. Hrsg. von Robert Boxberger. 6 Bände. Grote’sche Verlagsbuchhandlung, Berlin 1875. Mit Illustrationen von H. Schmidt-Pecht, C. Hammer, Hermann Kaulbach, Ferdinand Keller, C. Brüner, Carl von Häberlin, Hermann Götz, W. Volz, F. Geiges, Benczúr Gyula, P. Grotjohann, Ferdinand Piloty, W. Camphausen, Heinrich Lossow, Eugen Klimsch, Ernst Roeber, Adolph Schill, Edmund Kanoldt u. a.
- Heinrich Heine’s Buch der Lieder. Mit Illustrationen von P. Grot Johann (= 10 Einzelblätter in Kupferdruck und 74 Illustrationen im Text). G. Grothe’sche Verlagsbuchhandlung, Goldschnitt-Ausgabe, Berlin 1888

### Illustrationen (Auswahl)
- In: Endrulat, Bernhard: Ein Kaiserfest im „Malkasten“ zu Düsseldorf: und 11 in Holzschnitt ausgeführten Originalzeichnungen. – Düsseldorf: Voß, 1878. Digitalisierte Ausgabe der Universitäts- und Landesbibliothek Düsseldorf
- In: Julius Wolff: Der Rattenfänger von Hameln. Eine Aventiure, Grote, Berlin 1875 (Digitalisierte Ausgabe)
- Die Verschworenen. Digitalisierte Ausgabe